# Максумов, Джалал Насырович
Джалал Насырович Максумов (узб. Jalol Nosirovich Maksumov; 1920—2000) — советский учёный и педагог, рентгенолог, доктор медицинских наук, профессор, член-корреспондент АМН СССР (1969), действительный член АН Узбекистана (2000). Заслуженный деятель науки Узбекской ССР (1967).

## Биография
Родился 5 декабря 1920 года в Ташкенте. 
С 1937 по 1942 год обучался в Ташкентском медицинском институте. С 1942 по 1945 год участник Великой Отечественной войны в качестве военного врача.
С 1946 по 1980 год на педагогической работе в Ташкентском медицинском институте в должностях аспирант, с 1949 года — ассистент, с 1952 года — доцент, с 1954 года — профессор, с 1962 года — заведующий кафедрой рентгенологии и медицинской радиологии. Одновременно с 1962 по 1975 год —  председатель Учёного  совета и с 1976 года — главный радиолог Министерства здравоохранения Узбекской ССР.

### Научно-педагогическая деятельность
Основная научно-педагогическая деятельность Д. Н. Максумова была связана с вопросами в области рентгенологии, он описал изменения рентгенологической картины рельефа слизистой оболочки при раке желудка и разработал методику  холецистографии билитрастом. С 1960 года Д. Н. Максумов являлся — председателем Узбекского научного общества рентгенологов и радиологов.
В 1952 года защитил диссертацию на соискание учёной степени доктор медицинских наук по теме: «О холецистографии билитрастом в клин, диагностике заболеваний желчного пузыря». В 1969 году он был избран член-корреспондентом АМН СССР, а в 2000 году — действительным членом Академии наук Узбекистана по отделению лучевой диагностики и терапии. Под руководством Д. Н. Максумова было написано около сто двадцати научных работ, в том числе семи монографий, под его руководством была защищена тридцать одна докторская и кандидатские  диссертации. Он являлся редактором редакционного отдела «Лучевая диагностика» третьего издания Большой медицинской энциклопедии.
Скончался 5 мая 2000 года в Ташкенте.

## Награды
- Орден Отечественной войны  I степени
- Орден Трудового Красного Знамени
- Орден Дружбы народов
- Орден Красной Звезды
- Медаль «За боевые заслуги»
- Медаль «За победу над Германией в Великой Отечественной войне 1941—1945 гг.»